# Mies Reenkola
Mies Arno Heikki Reenkola (till 1939 Renvall), född 29 februari 1908 i Helsingfors, död 11 oktober 1988 i Raumo, var en finländsk läkare. Han var son till Heikki Renvall och Aino Ackté samt bror till skådespelaren Glory Leppänen.
Reenkola, som var gynekolog, blev medicine och kirurgie doktor 1941 och var överläkare vid Raumonejdens kretssjukhus 1955–1973. Han utgav 1976–1977 två sexuellt frispråkiga memoarböcker, Mammanpojasta naisten mieheksi och Naistenmiehestä mieheksi.